# Segestria croatica
Espèce
Segestria croatica est une espèce d'araignées aranéomorphes de la famille des Segestriidae.

## Distribution
Cette espèce est endémique de Croatie.

## Étymologie
Son nom d'espèce lui a été donné en référence au lieu de sa découverte, la Croatie.

## Publication originale
- Doleschall, 1852 : Systematisches Verzeichniss der im Kaiserthum Österreich vorkommenden Spinnen. Sitzungsberichte der Kaiserlichen Akademie der Wissenschaften. Mathematisch-Naturwissenschaftliche Classe, vol. 9, p. 622-651 (texte intégral).